# 고든 E. 소이어상
고든 E. 소이어상(영어: Gordon E. Sawyer Award)은 아카데미상의 종류 중 하나이다. "기술적 기여가 산업에 신용을 가져온 영화 산업의 개인"에게 수여하는 명예상이다. 이 상은 연대순으로 그리고 부문별로 배열된 과거 아카데미 시상식의 목록이 영화 발전의 역사를 나타낸다고 주장한 새뮤얼 골드윈 스튜디오의 전 음향 감독이자 아카데미 3회 수상자인 고든 B. 소이어를 기리기 위해 명명되었다. 그것은 1982년 4월 제54회 아카데미상에서 처음으로 발표되었다. 고든 E. 소이어상은 아카데미의 과학 기술상 위원회에 의해 투표되고 수여된다.